# Isabella Hartig
Isabella Maria Hartig (Norimberga, 12 agosto 1997) è una calciatrice tedesca, centrocampista dell'Hoffenheim.

## Carriera

### Club
Hartig si appassiona al calcio fin da giovanissima, iniziando a giocare nel 2001, all'età di 4 anni, tesserandosi con il SC Vierkirchen. Dal 2007 al 2010 veste la maglia del JFG Dachau-Land, giocando nelle sue giovanili miste prima di trasferirsi alla sua prima squadra interamente femminile, il Bayern Monaco. Con la loro fonazione B-Juniors, ha gareggiato nella Bundesliga Süd dal 2012 e ha vinto il campionato tedesco di categoria nel 2013 dopo la vittoria per 3-1 in finale sul Gütersloh nel 2009. Ha ripetuto questo risultato nel 2014 con la vittoria per 1-0 contro il Turbine Potsdam, siglando al 52' la rete che aggiudica il trofeo alla sua squadra. Aggregata alla squadra riserve (Bayern Monaco II), iscritta al girone Süd della 2. Frauen-Bundesliga, secondo livello del campionato tedesco, da marzo 2014 fino al termine del campionato matura 3 presenze, giocando altri 16 incontri, siglando 5 reti, nel campionato successivo.
Per la stagione 2015-2016 è stata ceduta in prestito al Hoffenheim, con un'opzione per un altro anno. Debutta in Frauen-Bundesliga il 5 settembre 2015, alla 2ª giornata di campionato, scendendo in campo da titolare nella sconfitta casalinga per 1-0 con l'1. FFC Francoforte. Alla scadenza del contratto di prestito Hartig, rimasta all'Hoffenheim per la stagione 2017-2018, ha firmato un contratto biennale, estendendolo all'inizio dell'estate del 2018 fino al 2021. Nelle sei stagioni dove veste la maglia della società di Sinsheim, raggiunge le 50 presenze in campionato durante la stagione 2018-2019, quella dove ottiene la migliore prestazione in Coppa di Germania, le semifinali, con la squadra che dalla stagione successiva, anche grazie all'arrivo dell'attaccante della nazionale austriaca Nicole Billa, si posiziona costantemente nella fascia alta di classifica, il terzo posto sia nel campionato 2019-2020 che in quello successivo, ottenendo così la prima storica qualificazione alla UEFA Women's Champions League. Il 17 agosto 2021 Hartig fa il suo debutto nella Champions femminile già dal primo turno di qualificazione dell'edizione 2021-2022, nella vittoria per 1-0 sulle campionesse islandesi 2019 del Valur, e dove tre giorni più tardi, nel secondo incontro con le italiane del Milan, al 59' sigla la rete che fissa il risultato sul 2-0 per le tedesche, guadagnando l'accesso al secondo turno ed eliminando le rossonere alla loro prima esperienza in Champions.

### Nazionale
Hartig viene convocata dalla Federcalcio tedesca per la prima volta nel 2013, chiamata dal tecnico Anouschka Bernhard a indossare la maglia della formazione Under-17 in occasione della fase finale dell'Europeo di Inghilterra 2014, torneo UEFA alla sua settima edizione ma la prima fuori dalla sede federale di Nyon e, a dispetto della denominazione ufficiale,  giocata nel novembre 2013. In quell'occasione Bernhard la impiega in due incontri, nella vittoria per 4-0 sulla Germania, dove debutta rilevando Jasmin Sehan al 76', e nella finale dell'8 dicembre con la Spagna, dove entrata al 57' sostituendo Leonie Stenzel si rivela determinante per la svolta della partita, segnando prima la rete del pareggio al 76' e poi siglando il rigore decisivo che assegna alla Germania il suo quarto titolo continentale di categoria.
Inserita in rosa anche per il Mondiale della Costa Rica 2014, scende in campo in due dei tre incontri giocati dalla sua nazionale che, inserita nel gruppo B, pareggia il solo incontro inaugurale con il Canada (2-2), perdendo gli altri con Ghana (1-0) e Corea del Nord (4-3), chiudendo il girone all'ultimo posto e venendo così eliminata già alla fase a gironi. In quell'occasione Hartig marca due presenze, scendendo in campo da titolare con le nordamericane e con le asiatiche.
Del 2014 è il suo debutto con la Under-19, chiamata dal tecnico Maren Meinert per l'amichevole del 22 ottobre con le pari età della Svezia, dove scende in campo da titolare e sigla all'85' la rete che mitiga la sconfitta per 2-1 con le scandinave. In seguito Meinert la convoca con continuità, inserendola in rosa con la squadra che affronta le qualificazioni all'Europeo di Israele 2015. Dopo aver disputato il Torneo di La Manga nel marzo 2015, Hartig gioca i tre incontri del gruppo 5 della fase élite, condividendo con le compagne l'accesso alla fase finale ottenuto chiudendo al primo posto, da imbattute, il girone di qualificazione. In Israele gioca tutti i tre incontri della fase a gironi, con la Germania che chiude il gruppo B al primo posto, saltando la semifinale con la Svezia che, chiusa ai calci di rigore, vedrà prevalere le scandinave che eliminano così la Germania dal torneo, risultato tuttavia che garantisce alle tedesche l'accesso al Mondiale Under-20 di Papua Nuova Guinea 2016. Rimasta in rosa anche per la successiva qualificazione all'Europeo di Slovacchia 2016, Hartig gioca gioca tutti i tre incontri del gruppo 1 della fase élite, ottenendo nuovamente da imbattuta l'accesso alla fase finale, poi tutti i tre del gruppo B prima che la Germania, sconfitta per due volte da Spagna (1-0) e Svizzera (4-2), venisse eliminata dal torneo con la sola vittoria per 3-1 sull'Austria. Complessivamente con la U-19 matura 17 presenze, siglando 2 reti, oltre a quello al debutto il 10 aprile 2016, all'Azerbaigian nelle qualificazioni a Euro 2016.
Nel frattempo Hartig indossa anche la maglia della formazione Under-20, debuttandovi in amichevole nella sconfitta con le pari età della Svezia il 21 ottobre 2015, per poi essere inserita in rosa con la squadra che disputa il Mondiale nello stato oceaniano. Qui la Germania, inserita nel gruppo D, chiude al primo posto da imbattuta la fase a gironi, per poi venire sconfitta di misura, e di conseguenza eliminata dal torneo, dalla Francia ai quarti di finale. Sempre con Maren Meinert alla guida tecnica della squadra, Hartig scende in campo in tutti i quattro incontri disputati dalla sua nazionale.
Sempre nel 2016 marca anche 3 presenze con la Under-23 impegnata nell'edizione di categoria di quell'anno del Torneo di La Manga.

## Palmarès

### Nazionale
- Campionato d'Europa under 17: 1

2014